# يوشيهايد فوغيوارا
يوشيهايد فوغيوارا (باليابانية: 藤原芳秀؛ بالكانا: ふじわら よしひで) هو مانغاكا ياباني، ولد في 13 يونيو 1966 في توتوري في اليابان.

## وصلات خارجية
- يوشيهايد فوغيوارا على موقع ANN person (الإنجليزية)